# Harry Siefert
 Ikke at forveksle med Harry Siebert.
Harry Johan Carl Siefert (født 3. oktober 1910 i Odense, død 9. oktober 1965 i Farum) var en dansk atlet (løber). Han var medlem af Odense GF (-1932), IF Sparta (1933-1938) og AC 37 (1938-).
Harry Siefert vandt flere store terrænløb blandt andet Kongepokalen tre gange og Fortunløbet fire gange. Han vandt 18 danske mesterskaber og deltog i OL 1936 i Berlin, hvor han nåede en 10. plads på både 5000 og 10000 meter.
Den danske atletiksæsonen 1937 var præget af "Siefert-sagen", hvor Harry Siefert og Henry Nielsen samt 13 idrætsledere blev dømt for overtrædelse af amatørreglerne. AIK 95 havde givet Harry Siefert et kaffestel, som han havde ønsket, og det var i sig selv straf værdigt. At der ikke var graveret i stellet var også en overtrædelse af amatørbegreberne. Dansk Atletik Forbund dømte ham til 18 måneders karantæne.
Harry Siefert udgav en erindringsbog med titlen "Da Siefert løb for gamle Danmark" 1945.

## Danske mesterskaber
- Guld 1944 5000 meter 14:59,8
- Guld 1944 10000 meter 31:23,4
- Guld 1943 5000 meter 15:05,2
- Guld 1943 10000 meter 30:56,4
- Guld 1942 5000 meter 14:48,2
- Guld 1942 10000 meter 31:51,0
- Guld 1941 5000 meter 15:13,2
- Guld 1940 5000 meter 15:13,4
- Guld 1940 10000 meter 31:42,6
- Guld 1940 8km cross 19,08
- Guld 1939 10000 meter 31:48,0
- Sølv 1939 5000 meter 15:22,2
- Guld 1938 10000 meter 32:04,0
- Guld 1938 8km cross 26,04
- Guld 1936 10000 meter 32:10,6
- Guld 1936 8km cross 26,51
- Guld 1935 5000 meter 15:15,6
- Guld 1935 10000 meter 31:32,2
- Sølv 1934 5000 meter 15:23,0
- Sølv 1934 10000 meter 32:25,9
- Sølv 1933 10000 meter 32:02,0
- Bronze 1933 5000 meter 16:01,0
- Guld 1932 10000 meter 32:14,0
- Bronze 1932 5000 meter 15:32,8

## Personlige rekorder
- 5000 meter: 14.36.2 Helsinki 21. juni 1938 (Verdens 7. bedste tid 1938)
- 10000 meter: 30.26.8 Stockholm 28 august 1943 (Verdens 6. bedste tid 1943)